# Leão de Al-lāt

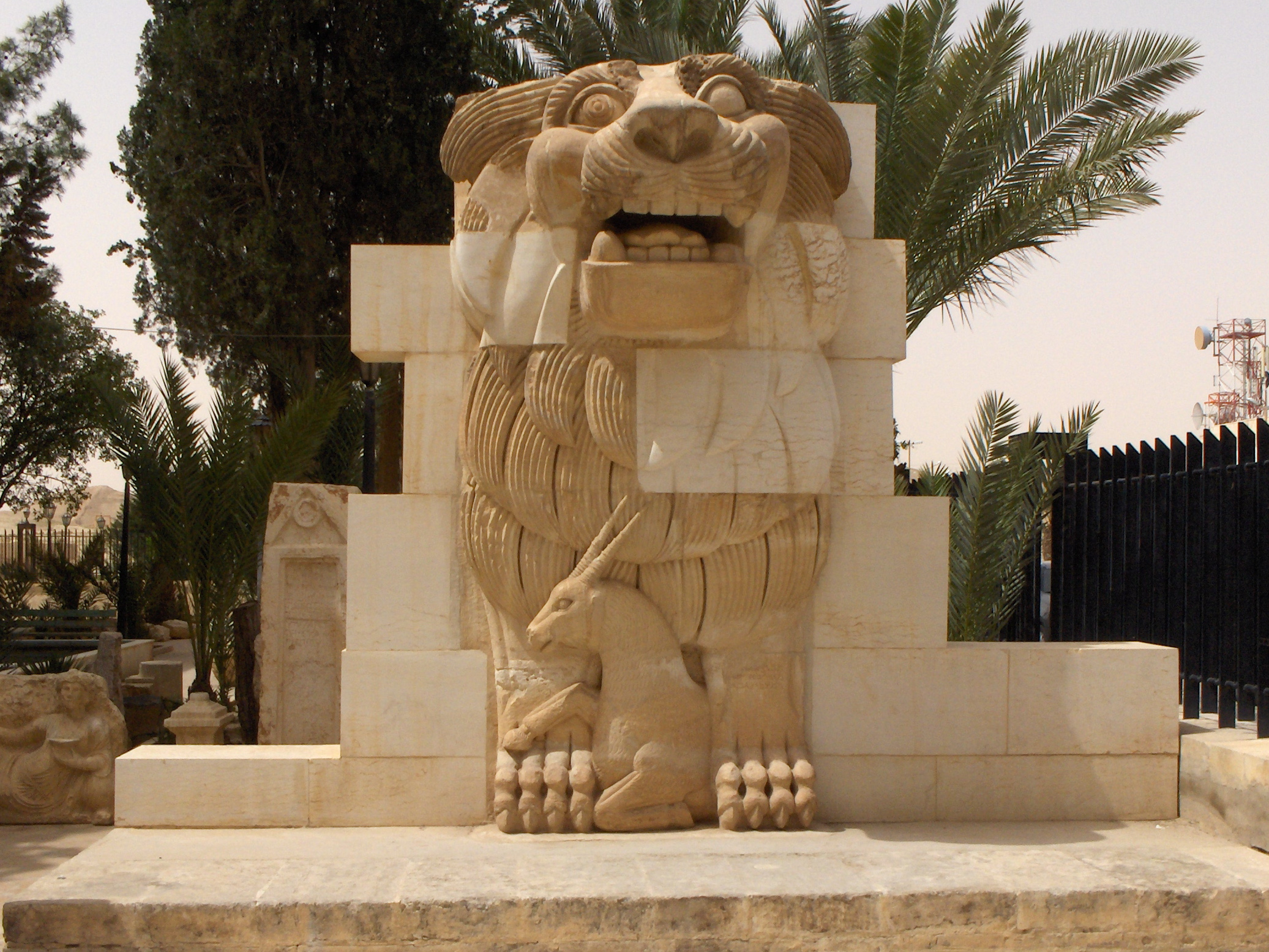
O Leão de Palmira em 2010

O Leão de Al-lāt era uma estátua de um leão agachado segurando uma gazela entre as patas que decorava o templo da divindade árabe pré-islâmica Al-lāt em Palmira, Síria. A estátua era um alto-relevo em silhar de pedra calcária numa parede exterior do templo. Foi erigida no início do século I d.C., tinha 3,5 metros de altura e pesava 15 toneladas. Supõe-se que o leão representava o consorte de Al-lāt e que a gazela simbolizava as caraterísticas amorosas e ternas da deusa, que não permitia o derramamento de sangue sob pena de retaliação. Na pata esquerda do leão havia parte de uma inscrição danificada, escrita em palmireno, onde se lia «tbrk ʾ[it] (Al-lāt abençoará) mn dy lʾyšd (quem não derramar) dm ʿl ḥgbʾ (sangue no santuário)».
A estátua foi descoberta em 1977 por uma equipa de arqueólogos polacos liderada por Michał Gawlikowski. Estava feita em pedaços que tinham sido reutilizados ainda na Antiguidade nas fundações do templo. Subsequentemente os pedaços foram reunidos e a estátua reconstruída foi colocada na entrada do Museu de Palmira. O trabalho de restauro foi realizado por Józef Gazy. Em 2005 a estátua foi novamente restaurada para eliminar alguns problemas do restauro anterior. Esta última intervenção devolveu à estátua a sua aparência original — um relevo que sobressaía de uma parede.
Durante a Guerra Civil Síria, a estátua foi blindada com uma placa de metal e sacos de areia para a proteger dos combates. Em 27 de junho de 2015, foi demolida pelo Estado Islâmico do Iraque e do Levante que cerca de um mês antes tinha tomado o controle de Palmira.